# T. Jeff Busby

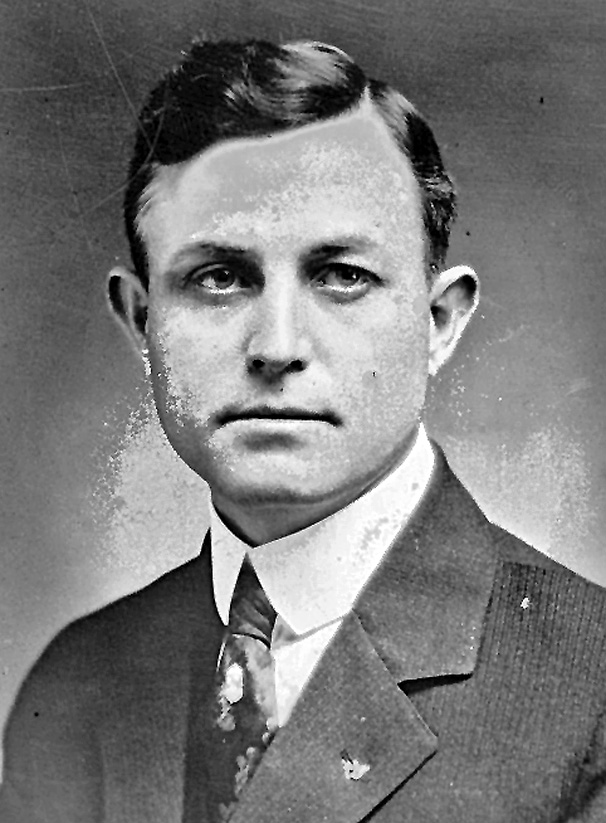
T. Jeff Busby

Thomas Jefferson Busby (* 26. Juli 1884 bei Short, Tishomingo County, Mississippi; † 18. Oktober 1964 in Houston, Mississippi) war ein US-amerikanischer Politiker. Zwischen 1923 und 1935 vertrat er den vierten Wahlbezirk des  Bundesstaates Mississippi im US-Repräsentantenhaus.

## Werdegang
Jeff Busby besuchte die öffentlichen Schulen seiner Heimat und danach verschiedene Colleges in Mississippi. Zwischen 1903 und 1908 war er zeitweise selbst als Lehrer in Mississippi tätig. Dazwischen setzte er bis 1905 seine eigene Ausbildung am George Robertson Christian College in Henderson (Tennessee) fort. Nach einem Jurastudium an der University of Mississippi in Oxford und seiner 1909 erfolgten Zulassung als Rechtsanwalt begann er in Houston (Mississippi) in seinem neuen Beruf zu arbeiten. Zwischen 1912 und 1920 war Busby Bezirksstaatsanwalt im Chickasaw County.
Busby war Mitglied der Demokratischen Partei. 1922 wurde er im vierten Distrikt seines Staates in das US-Repräsentantenhaus in Washington, D.C. gewählt, wo er am 4. März 1923 die Nachfolge von Thomas U. Sisson antrat. Nach fünf Wiederwahlen konnte er sein Mandat im Kongress bis zum 3. Januar 1935 ausüben. In diese Zeit fielen die Weltwirtschaftskrise und 1933 die Aufhebung des bundesweiten Prohibitionsgesetzes. Für die Wahlen des Jahres 1934 wurde Busby von seiner Partei nicht für eine weitere Amtszeit nominiert.
Nach seiner Zeit im Kongress zog sich Jeff Busby aus der Politik zurück. Er arbeitete wieder als Rechtsanwalt in Houston. Dort ist er im Jahr 1964 auch verstorben.